# تام باسرت
توماس پی. باسرت (انگلیسی: Thomas P. Bossert؛ زادهٔ ۲۵ مارس ۱۹۷۵) یک وکیل و سیاستمدار آمریکایی است که از ژانویه ۲۰۱۷ تا آوریل ۲۰۱۸ به عنوان هفتمین مشاور امنیت میهن ایالات متحده آمریکا آمریکا خدمت کرد.